# Santiago Challenger 2021
Il Santiago Challenger 2021 è stato un torneo maschile di tennis giocato su campi in terra rossa. È stata la 15ª edizione del torneo e faceva parte della categoria Challenger 80 nell'ambito dell'ATP Challenger Tour 2021. Si è svolto al Club Manquehue di Vitacura, nella Regione Metropolitana di Santiago del Cile, tra il 15 e il 21 marzo 2021. A ottobre si sarebbero svolte altre due edizioni del torneo.

## Partecipanti

### Teste di serie
| Nazionalità | Giocatore               | Ranking* | Testa di serie |
| ----------- | ----------------------- | -------- | -------------- |
| Spagna      | Roberto Carballés Baena | 97       | 1              |
| Slovacchia  | Andrej Martin           | 104      | 2              |
| Portogallo  | Pedro Sousa             | 110      | 3              |
| Argentina   | Facundo Bagnis          | 118      | 4              |
| Slovacchia  | Jozef Kovalík           | 129      | 5              |
| Germania    | Daniel Altmaier         | 143      | 6              |
| Belgio      | Kimmer Coppejans        | 165      | 7              |
| Cile        | Alejandro Tabilo        | 168      | 8              |

* Ranking all'8 marzo 2021.

### Altri partecipanti
I seguenti giocatori hanno ricevuto una wild card per il tabellone principale:
- Nicolás Jarry
- Gonzalo Lama
- Holger Rune

I seguenti giocatori sono passati dalle qualificazioni:
- Martín Cuevas
- Nicolás Kicker
- João Menezes
- Gonzalo Villanueva

Il seguente giocatore è entrato in tabellone come Alternate:
- Camilo Ugo Carabelli

Il seguente giocatore è entrato in tabellone come Lucky loser:
- Rafael Matos

| Torneo    | Torneo              | V     | F     | SF    | QF    | 2T  | 1T  | Q | Q2  | Q1  |
| Singolare | Punti               | 80    | 48    | 29    | 15    | 7   | 0   | 4 | 2   | 0   |
| Singolare | Premi in denaro ($) | 7 200 | 4 240 | 2 510 | 1 460 | 860 | 520 | – | 260 | 130 |
| Doppio    | Punti               | 80    | 48    | 29    | 15    | –   | 0   | – | –   | –   |
| Doppio    | Premi in denaro ($) | 3 100 | 1 800 | 1 080 | 640   | –   | 360 | – | –   | –   |

## Campioni

### Singolare
Sebastián Báez ha sconfitto  Marcelo Tomás Barrios Vera con il punteggio di 6-3, 7–6(4).

### Doppio
Luis David Martínez /  Gonçalo Oliveira hanno battuto in finale  Rafael Matos /  Felipe Meligeni Alves con il punteggio di 7-5, 6-1.